# Centro Empresarial Zanini
O Centro Empresarial Zanini é um centro de negócios de Sertãozinho, São Paulo localizado na Avenida Marginal Adamo Meloni, é o mais antigo e maior centro de negócios do interior de são paulo.

## Complexo Zanini
O Centro Empresarial Zanini oferece:
- Centro Empresarial de Negócios
- Centro de Eventos Zanini
- Estacionamento para 2500 veículos
- Pavilhão de Exposições
- Hotel Ibis Sertãozinho
- Renk Zanini s.a
- CINEP 1 e 2 (Cidades Industriais)
- Agencias Bancárias: Banco do Brasil, Citibank, Bradesco, Banco Safra e Itaú

## Ligações Externas
- Hotel Ibis Sertãozinho
- Prefeitura de Sertãozinho
- Cidade Industrial de Sertãozinho